# Iresine alternifolia
Iresine alternifolia är en amarantväxtart som beskrevs av Sereno Watson. Iresine alternifolia ingår i släktet Iresine och familjen amarantväxter. Inga underarter finns listade i Catalogue of Life.